# Soazza
Soazza är en ort och kommun i den italienskspråkiga regionen Moesa i kantonen Graubünden, Schweiz. Kommunen har 332 invånare (2023). Den ligger i mellersta delen av dalen Val Mesolcina.

## Bildgalleri

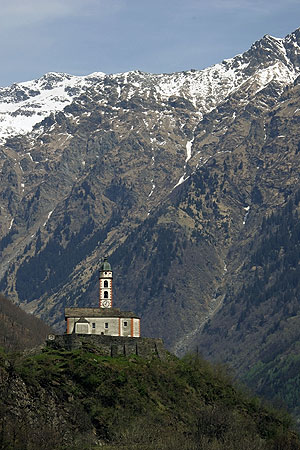
Kyrkan San Martino
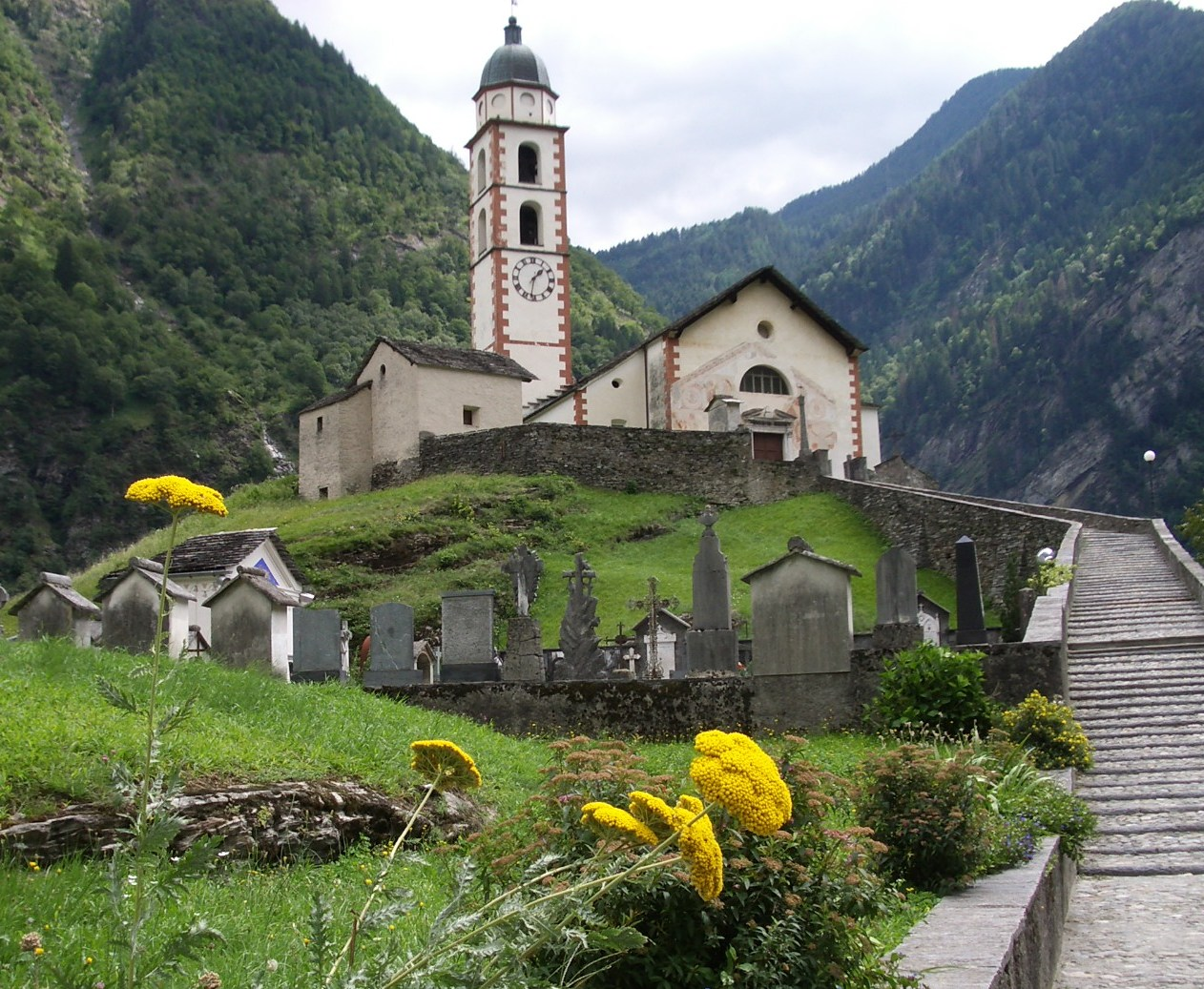
Katolska kyrkan San Martino, 1219–1639
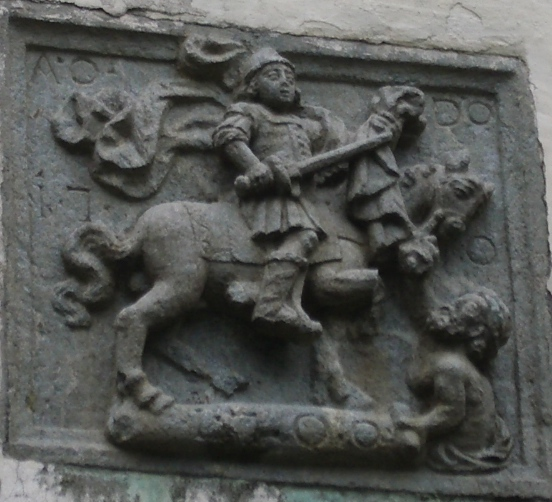
Den helige Martin på kyrkväggen.
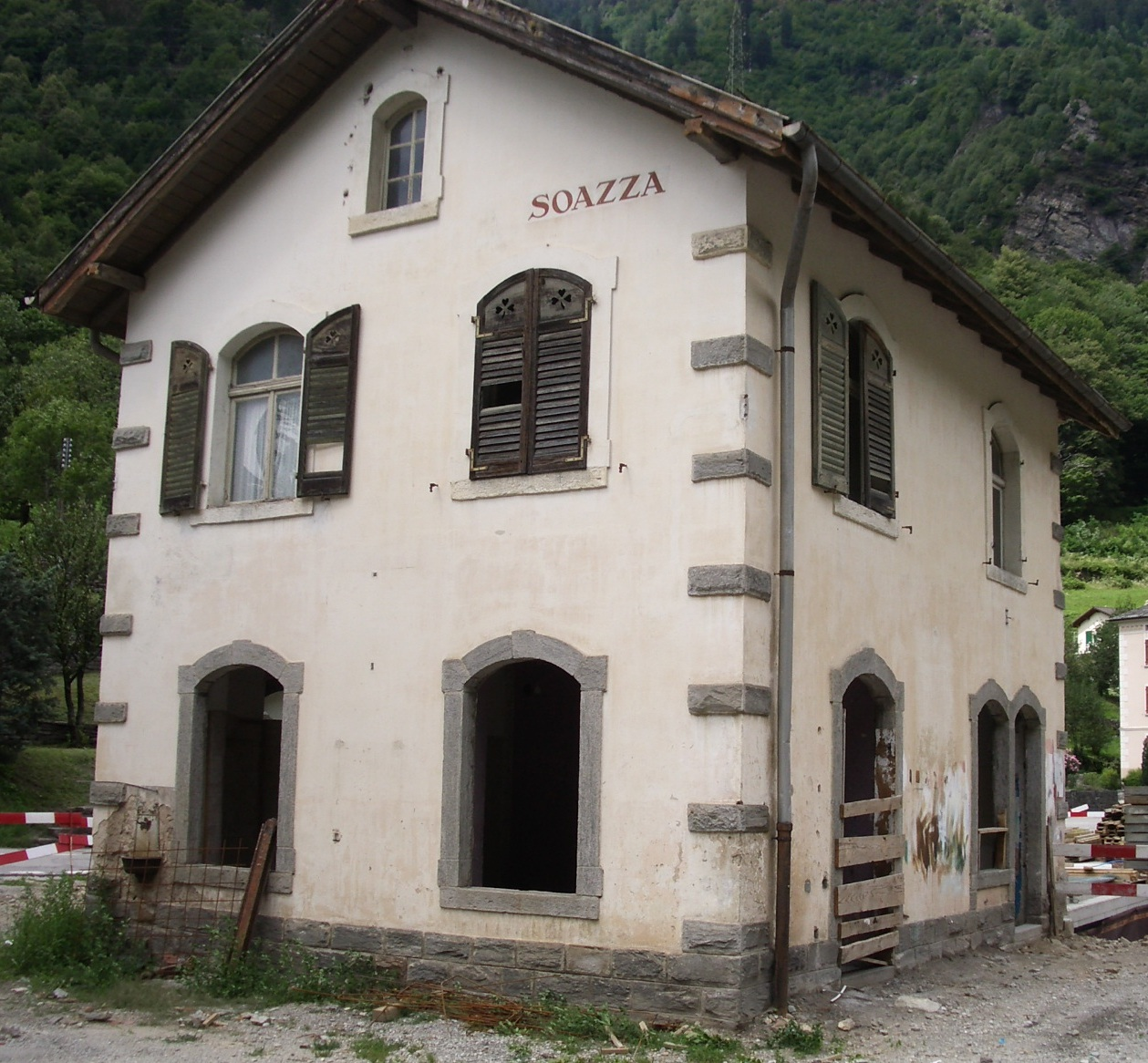
Järnvägsstationen för Bellinzona-Mesocco järnvägen, 1907–1978
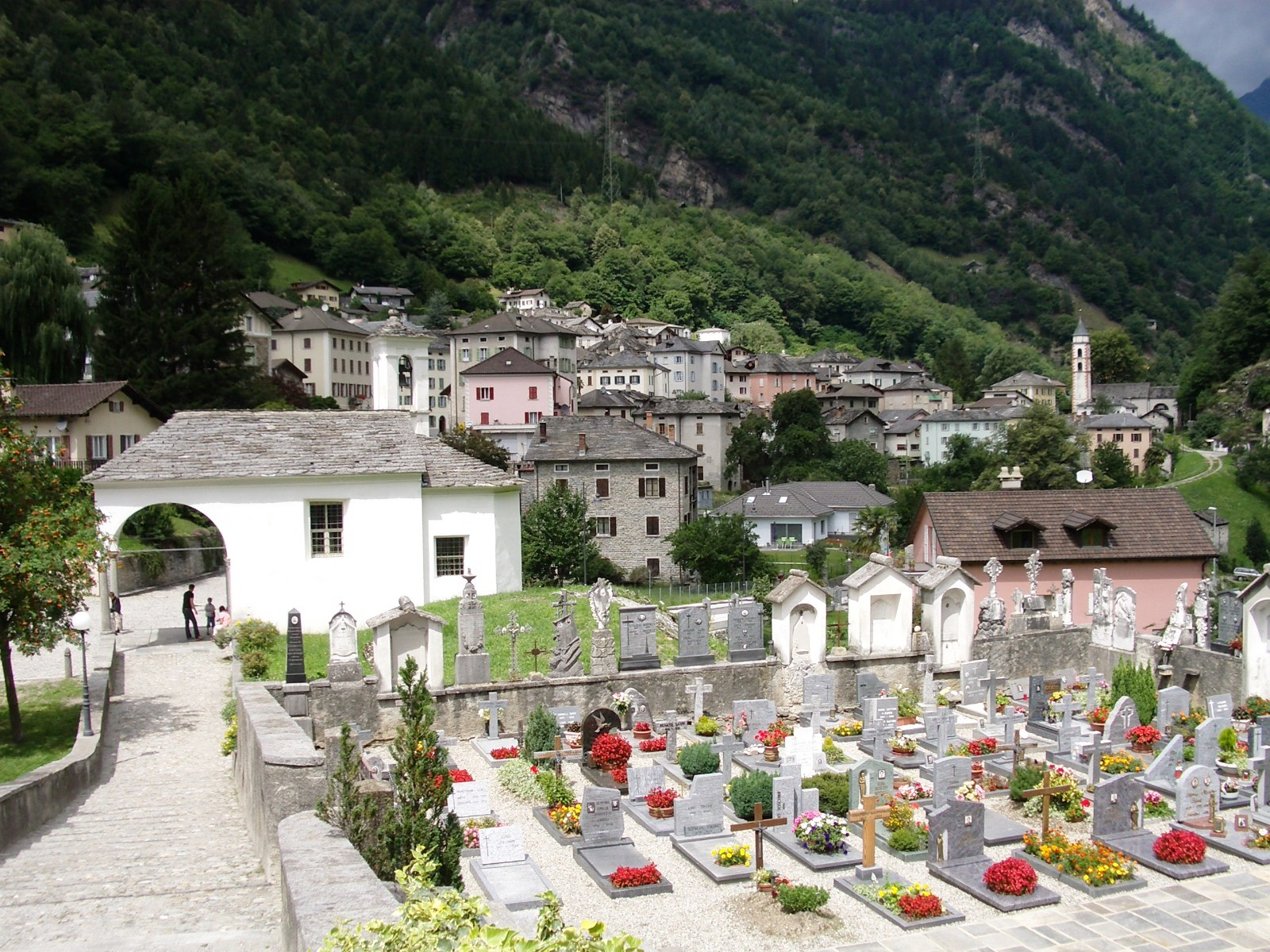
Byn med kyrkan San Rocco, byggd 1633
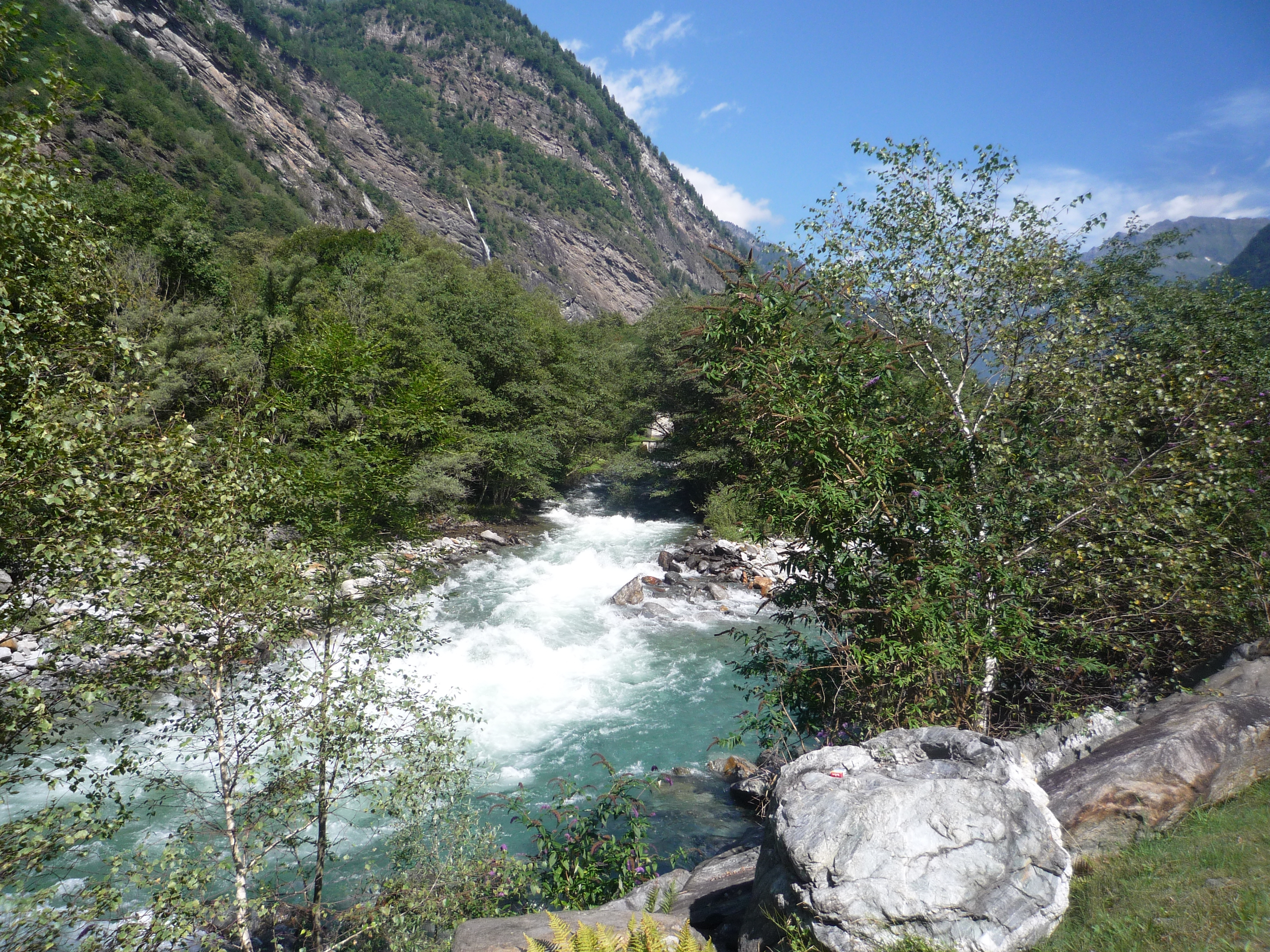
Floden Moese